# FSO Wars
FSO Wars – prototyp kompaktowego samochodu osobowego, opracowany w latach 1981–1985 przez Fabrykę Samochodów Osobowych w celu zastąpienia modelu Polski Fiat/FSO 125p.
Wars opracowany został w ramach przyjętych w 1981 roku przez FSO założeń dotyczących przyszłych produktów fabryki. Poszukiwano wówczas możliwości wprowadzenia do oferty nowoczesnego samochodu, spełniającego wymagania ówczesnego rynku. Mając na uwadze ograniczenia finansowe i techniczne krajowego przemysłu, równolegle do prowadzonych prac konstrukcyjnych poszukiwano partnera zagranicznego, który zaoferowałby licencję na produkcję samochodu spełniającego polskie oczekiwania oraz zapewnił dostęp do źródeł finansowania. FSO Wars zaprezentowany został po raz pierwszy na początku 1986 roku przedstawicielom prasy na zamkniętej konferencji. Oficjalna prezentacja miała miejsce w Warszawie w październiku 1986 roku, gdzie przedstawiono dwa prototypowe egzemplarze tego modelu. Badania stworzonych pojazdów prowadzono do 1987 roku. Dalsze prace konstrukcyjne zakończono w związku z zaawansowaniem rozmów z koncernem FIAT oraz brakiem środków finansowych.

## Historia modelu

### Geneza
Oferowane na początku lat 80. przez FSO samochody, a w szczególności główny produkt fabryki, jakim był produkowany od 1967 roku Polski Fiat 125p pod względem zastosowanych rozwiązań konstrukcyjnych znacznie odbiegały od konkurencyjnych modeli produkowanych w Europie Zachodniej. Z tego powodu w maju 1981 roku przedstawiono założenia dotyczące przyszłych produktów fabryki, w tym nowoczesnego kompaktowego samochodu osobowego z nadwoziem typu hatchback i przednim napędem. Nowe kompaktowe auto planowane było jako następca Polskiego Fiata 125p, którego dalsze modernizacje znacznie ograniczono. Produkcję Poloneza zamierzano kontynuować, jednak po wprowadzeniu znacznych zmian konstrukcyjnych, uatrakcyjniających samochód, podwyższających jego parametry techniczne oraz obniżających koszty i upraszczających procesy wytwórcze. Początkowo rozważano trzy alternatywne rozwiązania dotyczące wdrożenia do produkcji nowego samochodu kompaktowego. Pierwszy pomysł zakładał zakup licencji. Druga propozycja dotyczyła nawiązania współpracy z zagranicznym koncernem motoryzacyjnym i utworzenia wspólnej spółki akcyjnej. Według trzeciej opcji należało samodzielnie opracować nowe auto. Ostatecznie za najbardziej korzystne uznano propozycję pierwszą i trzecią, tym samym przystąpiono do równoczesnego poszukiwania zagranicznego licencjodawcy oraz opracowania nowego projektu. Według przyjętych założeń nowy samochód powinien cechować się podobnymi parametrami użytkowymi jak Polski Fiat 125p, jednak znacznie niższym zużyciem paliwa oraz mniej złożoną konstrukcją, dzięki czemu możliwe byłoby zmniejszenie o około 30% nakładów wytwórczych, co pozwoliłoby na roczną produkcję do 200 tys. egzemplarzy nowego auta.

### Prace konstrukcyjne i badawcze

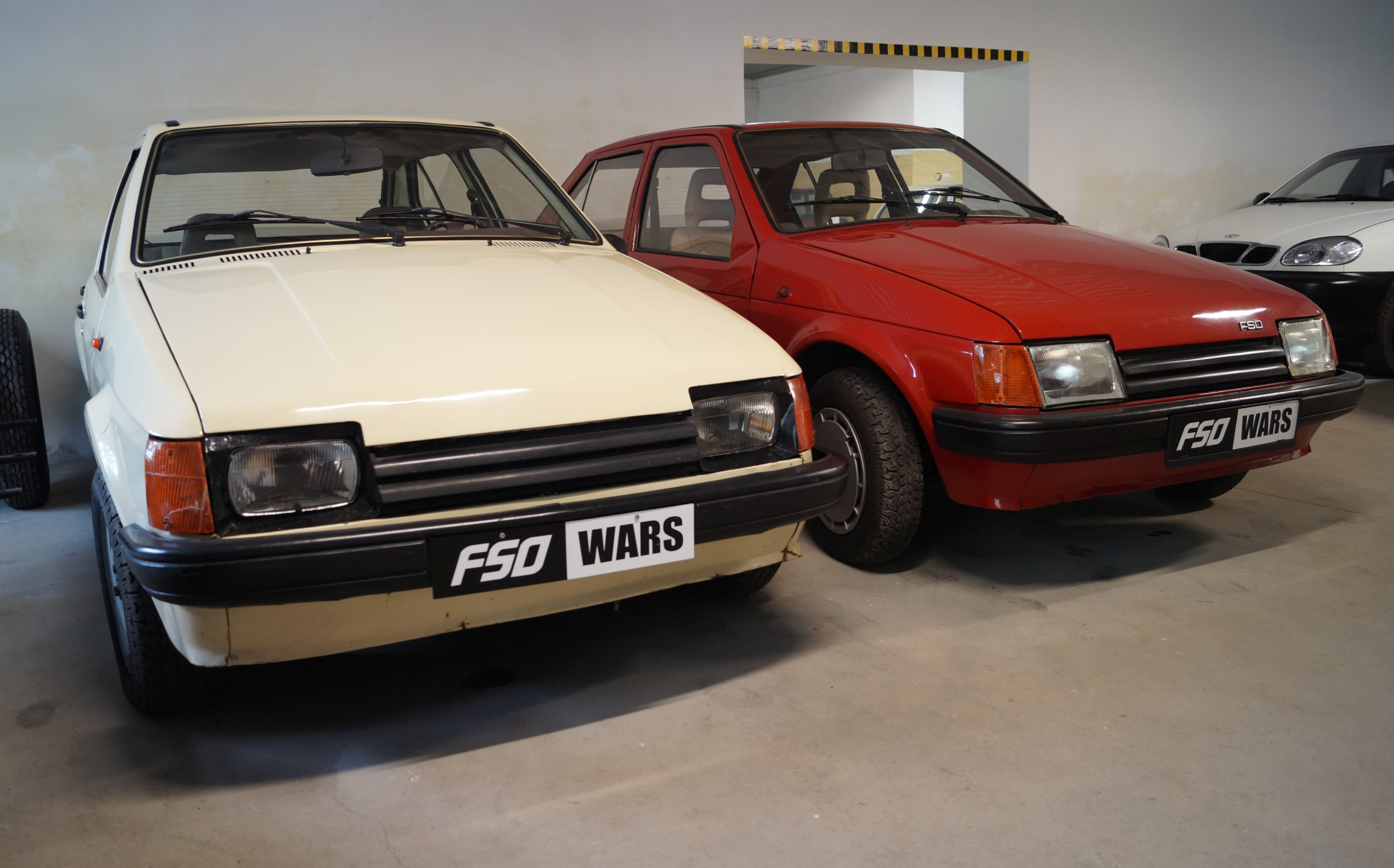
FSO Wars w kolorze kremowym i czerwonym

Założenia przedstawione w maju 1981 roku zostały ostatecznie zatwierdzone w lipcu tego samego roku przez Radę Techniczno-Ekonomiczną FSO. Prace nad sylwetką auta rozpoczęto w listopadzie 1981 roku. Wykonano wówczas pierwszy gipsowy model sylwetki nadwozia w skali 1:5 z wymiennymi elementami przedniej i tylnej części, który w kwietniu 1982 roku poddano badaniom w tunelu aerodynamicznym Instytutu Lotnictwa w Warszawie. Kolejny model w skali 1:5 został przedstawiony w maju 1983 roku, natomiast makieta w skali 1:1 dwa miesiące później.
Prace nad konstrukcją samochodu rozpoczął w 1983 roku zespół pod kierownictwem Mirosława Górskiego. Nowy model miał zostać skonstruowany głównie przez polskich specjalistów i z wykorzystaniem krajowych komponentów, jednak aby skrócić czas opracowania auta i zapewnić odpowiedni poziom jakości, niektóre elementy pojazdu zakupiono w zagranicznych przedsiębiorstwach. Po stworzeniu w maju 1985 roku dokumentacji technicznej nadwozia, przystąpiono do zbudowania pierwszego prototypu, który wykonany został w październiku 1985 roku. Pod koniec roku zbudowano kolejny prototyp z lakierem w kolorze czerwonym. W późniejszym okresie powstał jeszcze jeden prototypowy egzemplarz polakierowany na niebiesko. Pierwszy prototyp w kolorze kremowym przedstawiony został w styczniu 1986 roku podczas konferencji prasowej zorganizowanej w FSO, w trakcie której zabronione zostało fotografowanie auta. Oficjalna prezentacja Warsa miała miejsce 24 października 1986 roku podczas wystawy „Polska motoryzacja” na Stadionie Dziesięciolecia w Warszawie. Przedstawiono wówczas drugi oraz trzeci prototyp samochodu. Pomysłodawcą nazwania nowego modelu jako Wars był Edward Pietrzak, ówczesny dyrektor naczelny FSO. Badania drogowe prototypów prowadzono do 1987 roku. Pomimo pozytywnych opinii dotyczących modelu FSO Wars, z powodu braku wystarczających środków finansowych oraz znacznego zaawansowania rozmów z licencjodawcą dalsze prace konstrukcyjne zostały wstrzymane.

### Licencja
Zgodnie z założeniami przedstawionymi w maju 1981 roku oprócz rozpoczęcia prac konstrukcyjnych nad nowym autem kompaktowym, przystąpiono do równoczesnego poszukiwania zagranicznego partnera, który przekazałby licencję na produkcję nowoczesnego samochodu osobowego. Rozwiązanie to uznano za szczególnie korzystne ze względu na możliwość uzyskania kredytów z zagranicy. Na początku 1982 roku Przedsiębiorstwo Handlu Zagranicznego POL-MOT zwróciło się z do 14 koncernów motoryzacyjnych. Po uzyskaniu odpowiedzi negocjacje rozpoczęto z firmami Daihatsu, FIAT, Renault oraz SEAT. Po zapoznaniu się z ofertami czterech producentów, do dalszych bardziej szczegółowych rozmów zaproszone zostały firmy Daihatsu, która oferowała model Charade oraz FIAT, początkowo wyrażający zgodę na produkcję w Polsce, samochodu kompaktowego Fiat Ritmo, a później mniejszego, lecz nowocześniejszego Uno. Ostatecznie wybrana została oferta włoska, ze względu na lepsze warunki finansowania nowej inwestycji oraz zadeklarowanie przerwania produkcji Uno we Włoszech po jej uruchomieniu w FSO. Umowa została parafowana 1 grudnia 1988 roku, jednak tego samego dnia Ministerstwo Przemysłu zerwało ją. W październiku 1989 roku dyrekcja FSO ponownie przystąpiła do rozmów z firmą FIAT, która zaproponowała sprzedaż praw do produkcji modelu  Tipo. Od stycznia do maja 1990 roku negocjowano również z Daihatsu w sprawie montażu oraz późniejszej produkcji Daihatsu Charade.

### FSO Wars 2
Pomimo zakończenia w 1987 roku badań drogowych Warsa i podpisania w 1988 roku porozumienia z koncernem FIAT, w dalszym ciągu rozważano możliwość opracowania i wdrożenia do produkcji nowego samochodu osobowego konstrukcji FSO, który w przyszłości zostałby następcą Poloneza. Nagłe zerwanie rozmów z włoskim koncernem w grudniu 1988 roku, przyśpieszyło powrót do koncepcji samodzielnej budowy samochodu kompaktowego z wykorzystaniem wcześniejszych doświadczeń. Pod koniec lat 80. i na początku 90. stworzono dwa modele w skali 1:5 samochodu nazwanego jako Wars 2 oraz makietę w skali 1:1, opartą na strukturze nośnej nadwozia prototypów Warsa. Rozpoczęcie produkcji Warsa 2 planowano na rok 1995, jednak nie zbudowano prototypowych egzemplarzy. 

## Opis konstrukcji

### Nadwozie

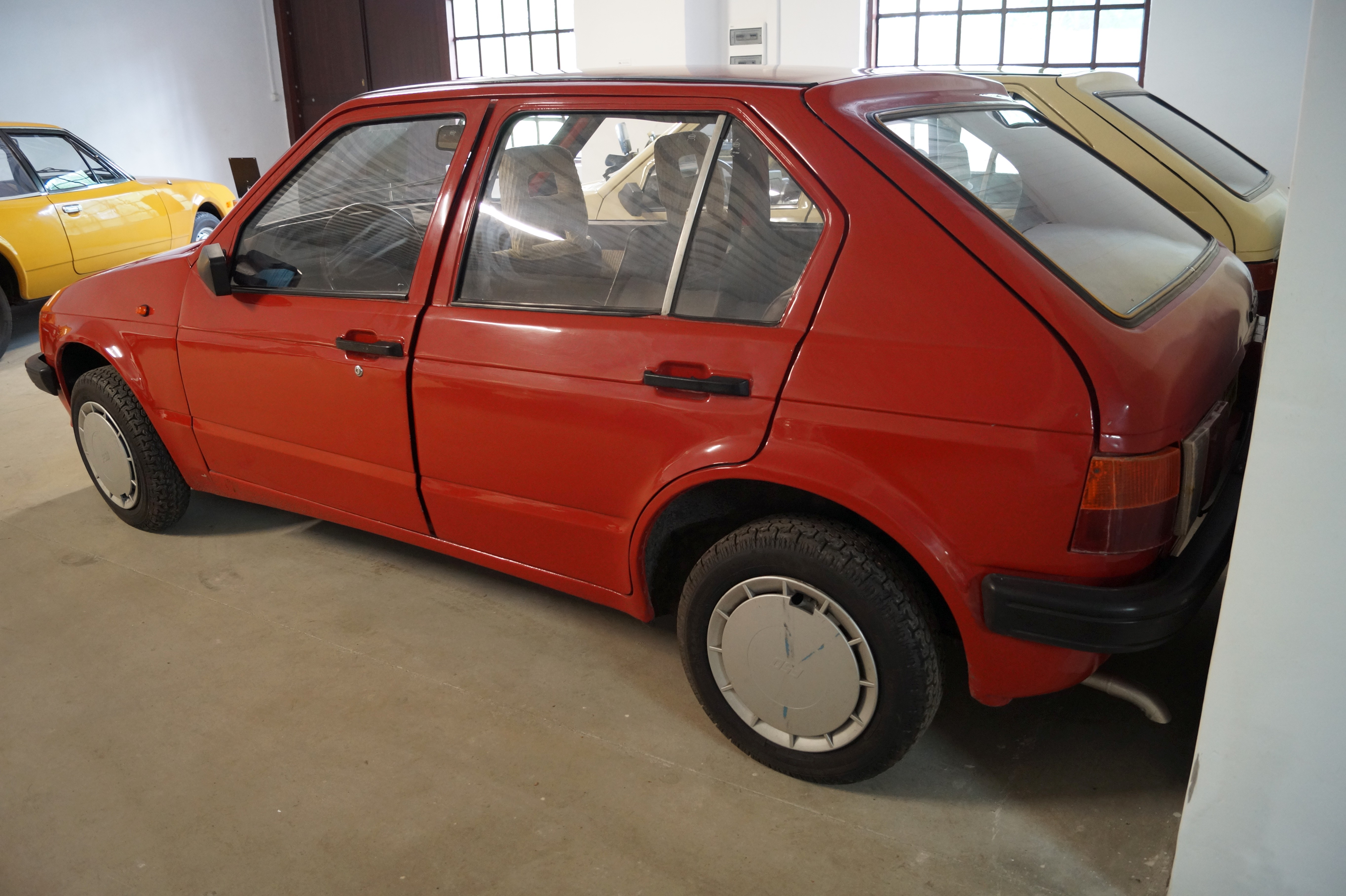
Bok pojazdu

FSO Wars wyposażony został w powszechnie stosowane w samochodach klasy niższej-średniej nadwozie 5-drzwiowe typu hatchback o konstrukcji samonośnej. Bryła nadwozia zaprojektowana została przez Antoniego Kasznickiego, natomiast za opracowanie konstrukcji, spełniającej wymagania norm bezpieczeństwa biernego, które obowiązywały w USA odpowiedzialny był zespół pod kierownictwem Jana Politkowskiego. Montaż nadwozi odbywał się w Dziale Konstrukcji Nadwozi FSO z blach formowanych na obciągarkach przez zakłady WSK Mielec. Wszystkie szyby zastosowane w nadwoziu były gięte, przednia klejona, pozostałe hartowane. Cienkościenne zderzaki wykonane zostały z półsztywnego tworzywa sztucznego, dzięki czemu charakteryzowały się niską masą. Zbiornik paliwa umieszczony został pomiędzy osiami, pod tylną kanapą, ze względu na konieczność zapewnienia jego szczelności podczas uderzenia w tył. Odporność nadwozia na korozję określana była na 6 lat, z koniecznością okresowego uzupełniania powłoki ochronnej. Wars był pojazdem nieznacznie krótszym od produkowanych w II połowie lat 80. samochodów tej samej klasy jak Volkswagen Golf II, Opel Kadett E, Łada Samara czy Renault 11, jednak nie ustępował im pod względem rozstawu osi, który wynosił 2520 mm. Ze względu na małą liczbę stworzonych prototypów nie przeprowadzano testów zderzeniowych. Makiety Warsa testowane były w tunelu aerodynamicznym Instytutu Lotnictwa w Warszawie, gdzie dopracowano sylwetkę nadwozia. Uzyskano wówczas wynik współczynnika oporu powietrza Cx=0,35. Masa własna samochodu wynosiła 780 kg.

### Wnętrze

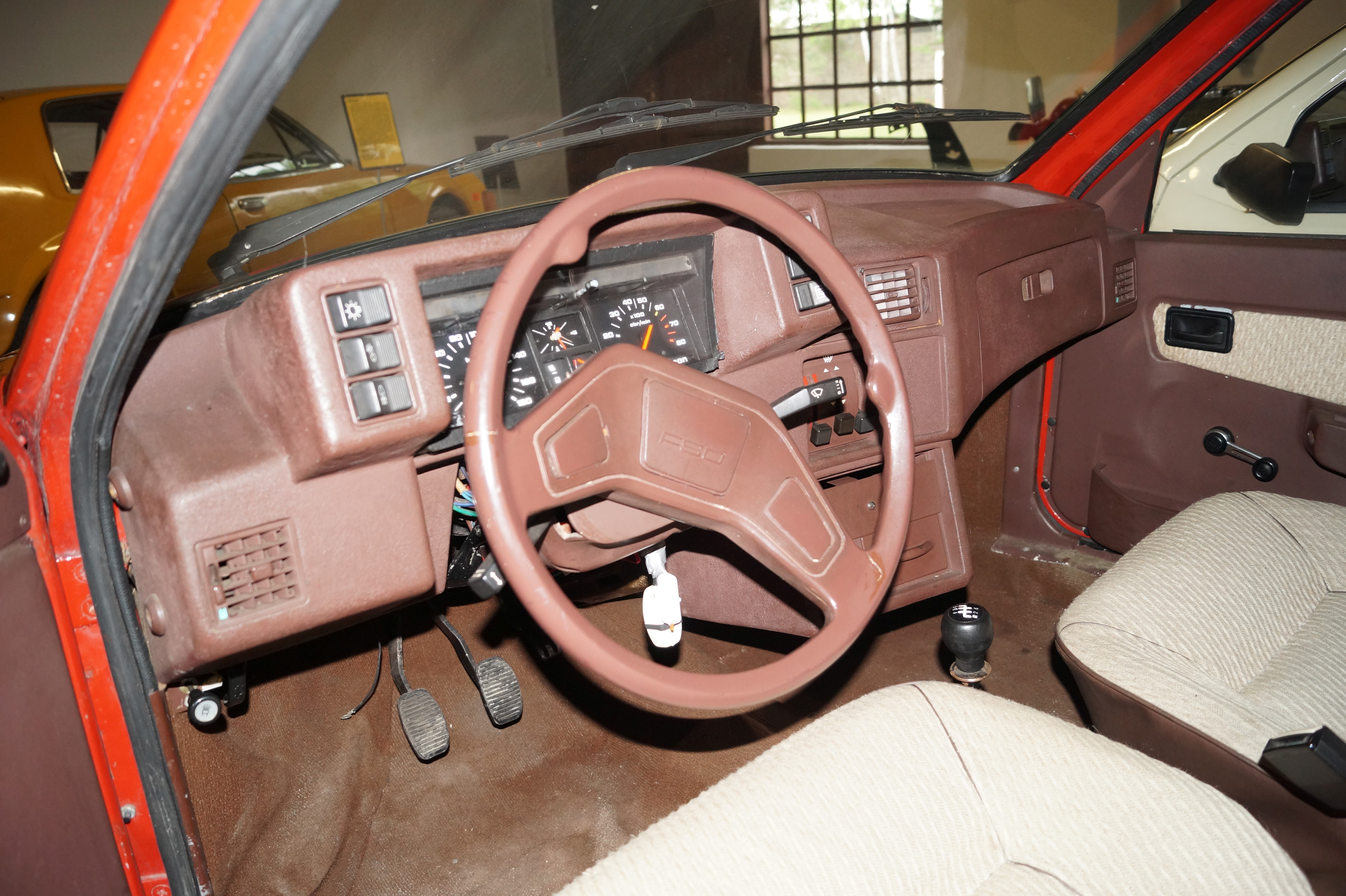
Wnętrze Warsa

Projekt wnętrza opracowany został przez Mirosława Kowalczuka z uwzględnieniem zasad ergonomii. Wars przewidziany został do przewozu 5 osób, z czego dwóch z przodu na indywidualnych fotelach oraz trzech na tylnej kanapie. Przednie siedzenia były przesuwane wzdłużnie oraz posiadały regulację pochylenia oparcia i zagłówków. Kształt i wielkość foteli dobrano z uwzględnieniem kryterium ich minimalizacji w celu zapewnienia odpowiednio dużej przestrzeni wewnętrznej. Tylna kanapa była składana, dzięki czemu pojemność przestrzeni bagażowej można było zwiększyć z 300 l do 1200 l. Oparcie i siedzisko tylnej kanapy nie były dzielone. Dostawcą foteli przednich i tylnej kanapy były Zakłady Tapicerki Samochodowej w Grójcu. Elementy wykończenia wnętrza np. przełączniki zaadaptowano z Poloneza. Zestaw wskaźników z obrotomierzem wykonany został przez przedsiębiorstwo MERA-Poltik w Łodzi. Układ wentylacji i ogrzewania z suwakowym systemem sterowania opracowano w Przemysłowym Instytucie Motoryzacji w Warszawie.

### Układ napędowy

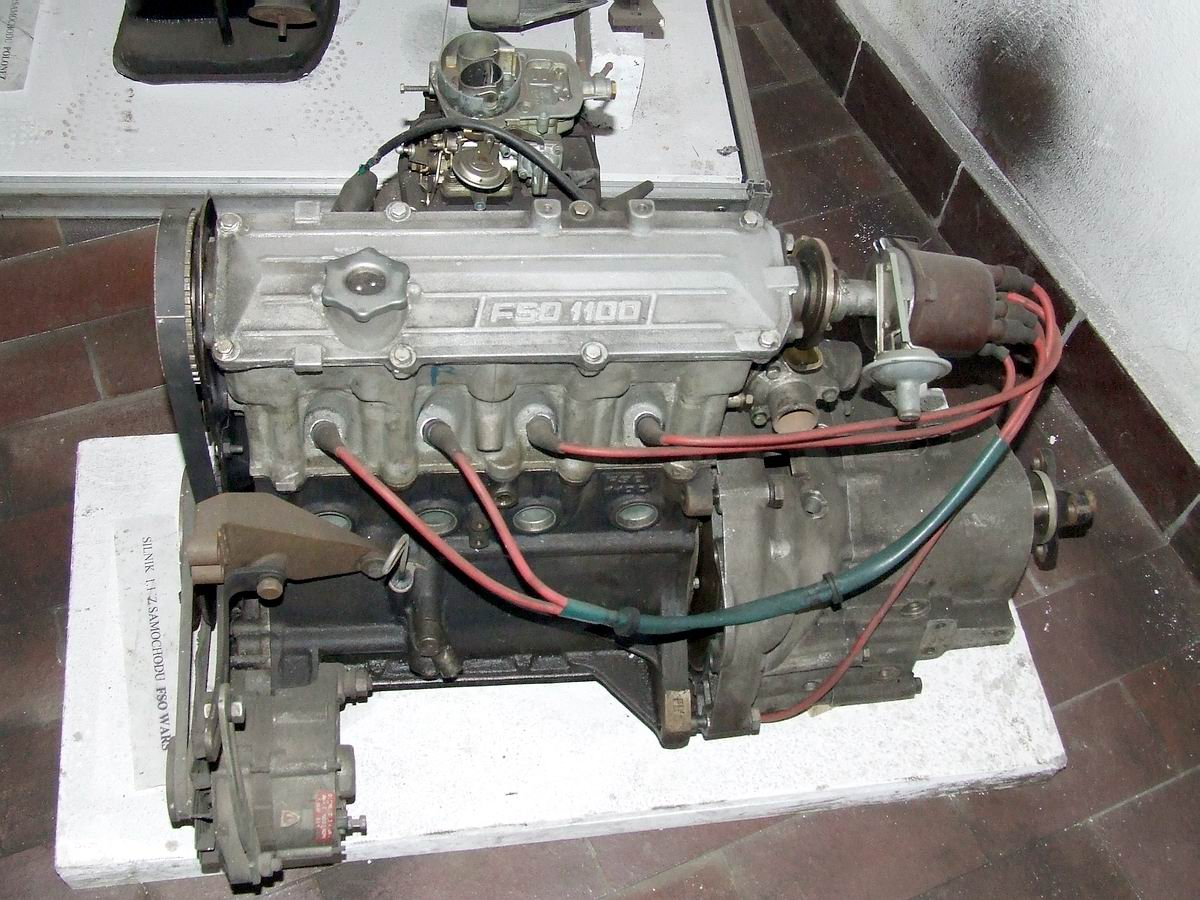
Silnik FSO 1100 w Muzeum Techniki w Warszawie

Do napędu prototypów Warsa zastosowano dwie wersje, 4-cylindrowych, rzędowych silników benzynowych. Jednostka napędowa umieszczona była poprzecznie w przedniej części nadwozia. Blok silnika oraz oparty na 5 łożyskach ślizgowych wał korbowy wykonane zostały z żeliwa, natomiast z aluminium głowica, w której umieszczony był jeden odlewany żeliwny wałek rozrządu. Napęd układu rozrządu zapewniał gumowy pasek zębaty. W układzie zasilania zastosowano gaźnik produkcji Fabryki Osprzętu Samochodowego w Łodzi. Pierwsza jednostka o pojemności skokowej 1092 cm³ osiągała moc maksymalną 54 KM. Drugi silnik o pojemności 1290 cm³ dysponował mocą maksymalną 61 KM, osiąganą przy 5200 obr./min. oraz maksymalnym momentem obrotowym 93 Nm przy 2800 obr./min. Jednostki napędowe zblokowane zostały ze sterowanym linką suchym sprzęgłem jednotarczowym oraz 5-biegową manualną skrzynią biegów. Napęd przekazywany był na przednie koła poprzez półosie nierównej długości z przegubami homokinetycznymi Birfielda-Rzeppa. Prototyp z mocniejszym silnikiem osiągał prędkość maksymalną 150 km/h, natomiast średnie zużycie paliwa wynosiło około 6,5 l/100 km. Według planów po wprowadzeniu do produkcji seryjnej FSO Wars miał być wyposażany w silnik wysokoprężny o pojemności około 1,6 l oraz silniki benzynowe wyposażone w jednopunktowy wtrysk paliwa i hydrauliczne popychacze zaworowe. 

### Układ jezdny i hamulcowy
Wars wyposażony został w niezależne zawieszenie wszystkich kół. Z przodu zastosowano kolumny MacPhersona, dolne pojedyncze wahacze poprzeczne oraz stabilizator przechyłów. Zawieszenie tylne oparte zostało na dwóch łożyskowanych, podłużnych wahaczach wleczonych oraz sprężynach śrubowych i amortyzatorach teleskopowych. W Warsie zastosowano koła jezdne o rozmiarze 155/70R13. Dwuobwodowy, krzyżowy hydrauliczny układ hamulcowy wyposażony został w przednie tarcze hamulcowe oraz tylne bębny hamulcowe z automatyczną regulacją luzów i korektorem siły hamowania. W drugim prototypie z silnikiem 1,3 dodatkowo zastosowano podciśnieniowy układ wspomagania oraz system informujący o zbyt niskim poziomie płynu hamulcowego i zużyciu okładzin hamulcowych.